# Danny Mac
Danny Mac (Bromley, Gran Londres, 26 de febrero de 1988) es un actor y cantante británico, más conocido por haber interpretado a Mark "Dodger" Savage en la serie de Channel 4, Hollyoaks, de 2011 hasta 2015.

## Biografía
En 2011 comenzó a salir con la actriz Carley Stenson, a finales de marzo de 2016, anunciaron que se habían comprometido y finalmente se casaron en agosto de 2017. En marzo de 2021 anunciaron que estaban esperando su primer hijo. Su hija, Skye Bella, nació en junio de 2021.

## Carrera
El 7 de abril de 2011 se unió al elenco principal de la exitosa serie británica Hollyoaks, donde interpretó a Mark Savage, hasta el 20 de enero de 2015.
El 24 de enero de 2016, se anunció que se había unido al elenco de la obra musical Legally Blonde the Musical, donde interpretó a Warner, donde compartió créditos con Lucie Jones. En agosto del mismo año se anunció que concursaría en la 14.ª temporada de la versión británica del programa de baile Strictly Come Dancing.
En 2016, llegó a la final en la decimocuarta serie de BBC One, Strictly Come Dancing. Él es la celebridad masculina con el promedio más alto en haber participado en el programa.

## Filmografía

### Series de televisión
| Año         | Título    | Personaje   | Notas         |
| ----------- | --------- | ----------- | ------------- |
| 2018        | Trollied  | Craig       | 2 episodios   |
| 2011 - 2015 | Hollyoaks | Mark Savage | 384 episodios |

### Películas
| Año  | Título                                                        | Personaje | Notas                                                          |
| ---- | ------------------------------------------------------------- | --------- | -------------------------------------------------------------- |
| 2017 | A Harvest Wedding                                             | Fleming   | junto a Jill Wagner, Victor Webster y Merren McMahon           |
| 2017 | Reinicio: Tiempo de volver a Empezar en un nuevo camino de fe | -         | (prestó su voz)                                                |
| 2013 | Stewing                                                       | Dustin    | corto - junto a Patrick Carr, G. Patrick Currie y John Gillich |
| 2004 | A Line in the Sand                                            | Tom       | junto a Ross Kemp, Saskia Reeves y Mark Bazeley                |

### Apariciones
| Año  | Programa              | Notas                            |
| ---- | --------------------- | -------------------------------- |
| 2016 | Strictly Come Dancing | concursante - junto a Oti Mabuse |

### Teatro
| Año             | Obra                       | Personaje | Notas               |
| --------------- | -------------------------- | --------- | ------------------- |
| 2016            | Legally Blonde the Musical | Warner    | junto a Lucie Jones |
| 2021 - presente | Pretty Woman the Musical   | Edward    |                     |

## Premios y nominaciones
| Año  | Categoría    | Premio             | Serie     | Resultado |
| ---- | ------------ | ------------------ | --------- | --------- |
| 2014 | Sexiest male | Inside Soap Award  | Hollyoaks | Ganador   |
| 2014 | Sexiest male | British Soap Award | Hollyoaks | Ganador   |
| 2013 | Sexiest male | British Soap Award | Hollyoaks | Ganador   |
| 2012 | Sexiest male | Inside Soap Award  | Hollyoaks | Nominado  |
| 2012 | Sexiest male | British Soap Award | Hollyoaks | Nominado  |
| 2011 | Sexiest male | Inside Soap Award  | Hollyoaks | Ganador   |